# Alexia Paganini
Alexia Paganini (Greenwich, 15 november 2001) is een Zwitsers-Amerikaans kunstschaatsster. Paganini nam in 2018 namens Zwitserland deel aan de Olympische Winterspelen in Pyeongchang. Ze is drievoudig Zwitsers kampioen.

## Biografie
Paganini werd geboren in de Verenigde Staten als dochter van een Zwitserse vader en een van oorsprong Nederlandse moeder. Haar beide broers bekwaamden zich ook in een schaatssport, ze werden namelijk allebei ijshockeyer. Zelf begon ze in 2003 met kunstschaatsen. Zonder veel succes te hebben behaald, schaatste ze tot en met 2017 voor haar geboorteland.
Door een suggestie van haar coach Igor Krokavec raakte ze in 2017 geïnteresseerd om voortaan uit te komen voor Zwitserland. De Zwitserse schaatsbond nam vervolgens kort daarna contact met haar op. In haar eerste seizoen (2017/18) wist ze zich direct te kwalificeren voor deelname aan de Olympische Winterspelen in Pyeongchang. Hier werd ze 21e bij de vrouwen.
Ze nam drie keer deel aan het EK en twee keer aan het WK. Haar beste resultaat is de vierde plek op het EK.

## Persoonlijke records
Behaald tijdens ISU wedstrijden. 
|                     | punten | datum      | toernooi |
| ------------------- | ------ | ---------- | -------- |
| Hoogste totaalscore | 192.88 | 25-01-2020 | EK       |
| Hoogste korte kür   | 068.82 | 24-01-2020 | EK       |
| Hoogste lange kür   | 124.06 | 25-01-2020 | EK       |

## Belangrijke resultaten
Tot 2017 uitkomende voor de Verenigde Staten, daarna voor Zwitserland.
| Kampioenschap                                     | 16/17 |               | 17/18         | 18/19         | 19/20         | 20/21         | 21/22         | 22/23 |
| ------------------------------------------------- | ----- | ------------- | ------------- | ------------- | ------------- | ------------- | ------------- | ----- |
| Olympische Spelen                                 |       | 21e           |               |               |               | 22e           |               |       |
| Wereldkampioenschap                               |       | 20e           | 33e           | *             | 25e           | 19e           |               |       |
| Europees kampioenschap                            |       | 7e            | 6e            | 4e            | *             | 10e           |               |       |
| Nationaal kampioenschap                           |       | Goud          | Goud          | Goud          | *             | Goud          |               |       |
| NK junioren                                       | 5e    | geen deelname | geen deelname | geen deelname | geen deelname | geen deelname | geen deelname |       |
| * Afgelast naar aanleiding van de coronapandemie. |       |               |               |               |               |               |               |       |